# 16.º Jamboree Mundial Escoteiro
O 16.º Jamboree Escoteiro Mundial foi realizado de 30 de dezembro de 1987 a 7 de janeiro de 1988, o primeiro Jamboree Escoteiro Mundial realizado no Hemisfério Sul, e o primeiro a mudar a data do tradicional agosto para janeiro para coincidir com o verão. O Jamboree foi organizado pela Austrália no Cataract Scout Park, uma cidade com barracas escoteiras especialmente construída, situada em um terreno de 160 hectares em Appin, New South Wales, perto de Sydney, New South Wales. 14.434 escoteiros de 84 países participaram do Jamboree, com cerca de 13.000 mais presentes no "Dia de Visita". O tema foi Bringing the World Together (Trazendo o mundo junto).
O dia de ano novo transcorreu durante o Jamboree, e a cerimônia de abertura do Jamboree, à meia-noite de 31 de dezembro de 1987, foi o primeiro evento oficial do Bicentenário da Austrália.
Os destaques incluíram a pista de obstáculos Challenge Valley e o Great Aussie Surf Carnival, para o qual todos os escoteiros foram transportados em mais de 50 ônibus para a praia de Thirroul.
O contingente do Reino Unido incluía Betty Clay, filha do fundador do Escotismo, e onze membros da família Baden-Powell, nove dos quais eram descendentes diretos de Robert Baden-Powell, 1.º Barão Baden-Powell . Além disso, 18 Guias Ranger compareceram, a primeira vez que membros da Associação de Guias tiveram permissão para participar de um Jamboree Mundial.